# Templo Expiatorio (León)

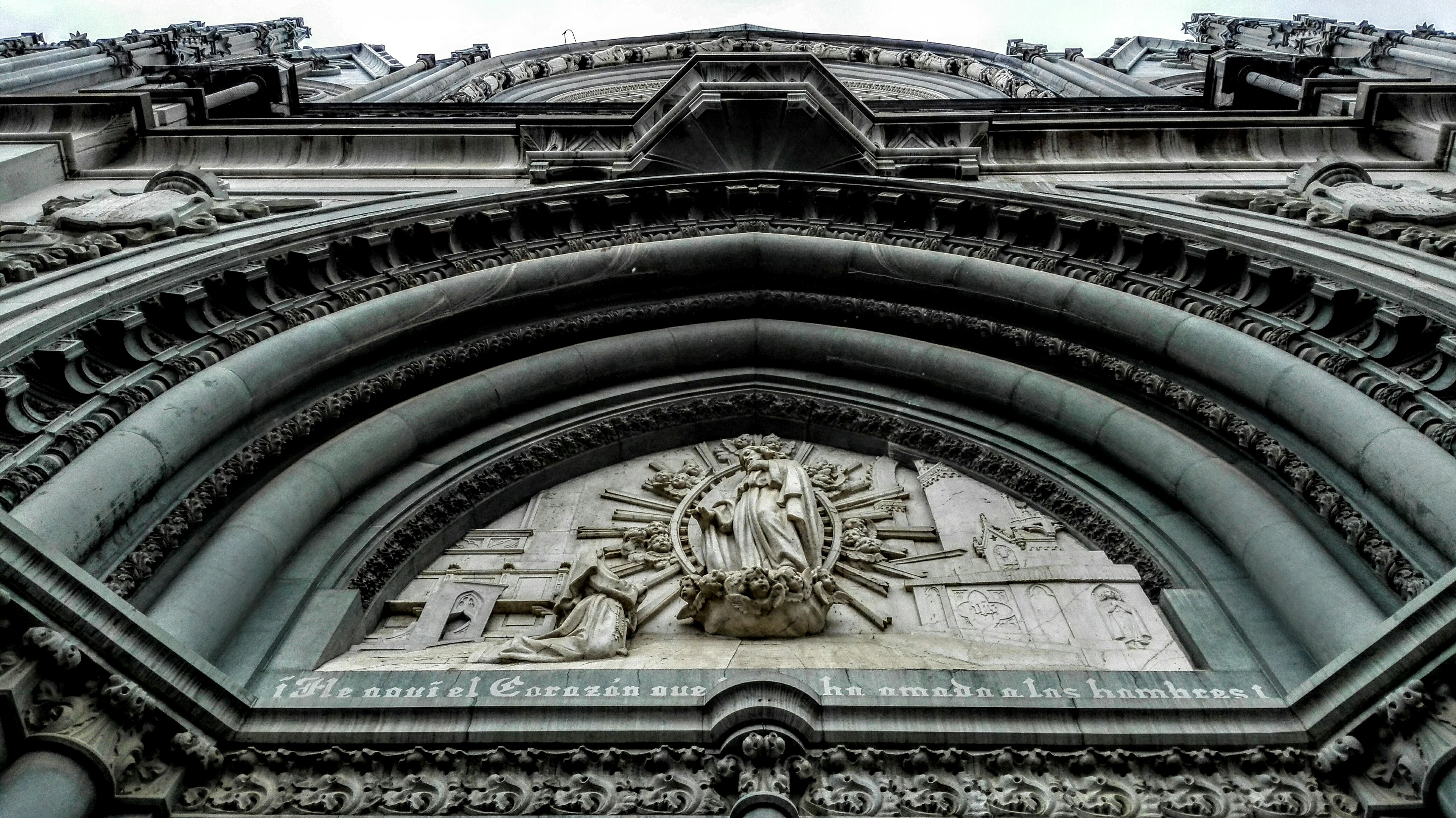
Fachada principal del Templo Expiatorio.

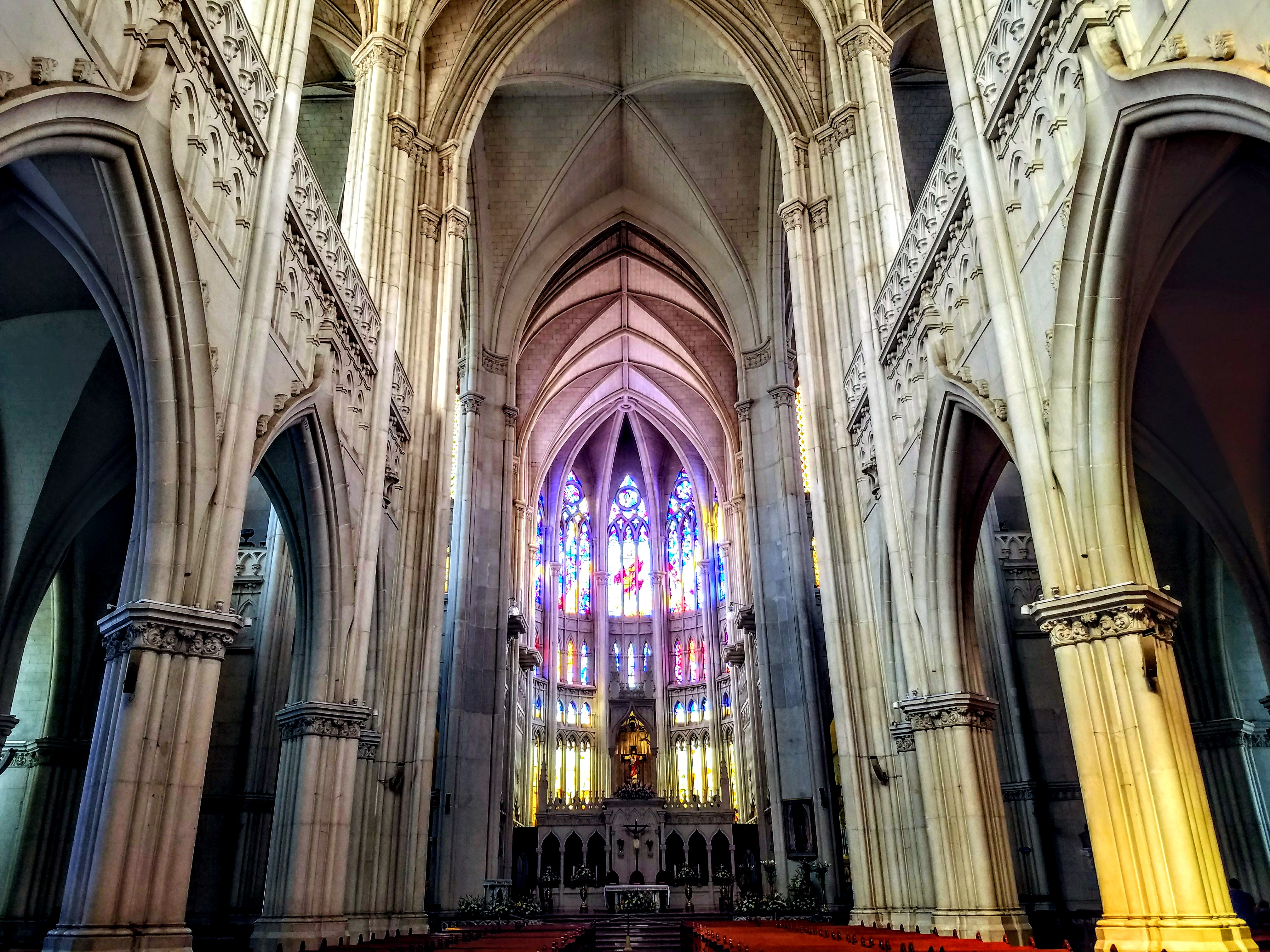
Interior del Templo Expiatorio.

El Templo Expiatorio Diocesano del Sagrado Corazón de Jesús también conocido como El Expiatorio es un templo dedicado al Sagrado Corazón de Jesús, ubicado en León, Guanajuato, en México. Es de estilo neogótico. Su construcción comenzó el 8 de julio de 1921 y fue concluida el 20 de marzo de 2012 con la visita del entonces papa Benedicto XVI. Se encuentra dentro del territorio de la Parroquia del Divino Redentor, a su vez, en el Decanato de San Sebastián.

## Historia

### Inicios
En 1920, el padre Bernardo Chávez Palacios, tras oír confesiones en la Iglesia de Nuestra Señora de los Ángeles, dio inicio a las gestiones para construir un Templo en honor al Sagrado Corazón de Jesús. Chávez llamó a una amiga, Natalia Araujo, que vivía en la calle Guanajuato (ahora Madero) y tras dar cuenta de su idea, la mujer le informó que habría de donar su casa para que se llevara a cabo la obra.

### Autorización de la Diócesis
El 15 de septiembre de 1920, y a su regreso de un viaje a Roma, el obispo Emeterio Valverde y Téllez fue invitado a desayunar al Templo de Nuestra Señora de los Ángeles, ocasión que fue aprovechada por Bernardo Chávez para ofrecerle detalles de su idea de edificar un altar al Sagrado Corazón de Jesús. El prelado recibió con buenos ojos la visión de Chávez, a quien ofreció su autorización, indicándole que el nombre del nuevo lugar de culto sería Templo Expiatorio del Sagrado Corazón de Jesús.

### Inicio de la construcción
El prelado declaró además diocesana la obra del templo, lo que contribuyó a acelerar su arranque. Se escogió primeramente como fecha de la colocación de la primera piedra el 20 de junio, luego el 28 de junio y finalmente se llevó a cabo la ceremonia por el obispo Valverde y Téllez el 8 de julio de 1921. Numerosas familias leonesas donaron y prepararon piedras para los cimentos, en las que grabaron sus nombres y dedicatorias al Sagrado Corazón de Jesús

### La construcción
Si bien han registrado altibajos, los trabajos de edificación del templo nunca cesaron del todo. El año en que se registró el ritmo de construcción más bajo fue en 2009. Tomó casi 91 años concluir esta obra religiosa, significando 33 159 días desde la colocación de su primera piedra hasta su ceremonia de conclusión, encabezada por el papa Benedicto XVI. Puesto en constantes debates esta "culminación". Varios habitantes de la ciudad, en observación del patrimonio local, insisten que la obra no está concluida y hacen constante hincapié en ello.[cita requerida]

## Arquitectura

### Vitrales
Fueron elaborados en Encarnación de Díaz, Jalisco y en León en el taller de Rodolfo Gutiérrez. En los vitrales laterales está representada la Anunciación, el Nacimiento de Cristo, el Calvario, la Venida del Espíritu Santo y la Ascensión del Señor. En los vitrales del centro, atrás del Altar, está la imagen de Cristo, Rey del Universo. Otros dos están colocados en los cruceros de las naves: en uno se representa esquemáticamente la Ciudad de León, con los edificios más conocidos, y en el lado poniente está la Basílica de San Pedro. En la parte de la fachada del templo está "la alegoría de la divinidad, rodeada por querubines".

### El piso
El piso es de granito natural, se trata de un granito llamado 'rojo bonito' y un 'verde Ubatuba' que se trajo en bloques desde Brasil.

### La cripta

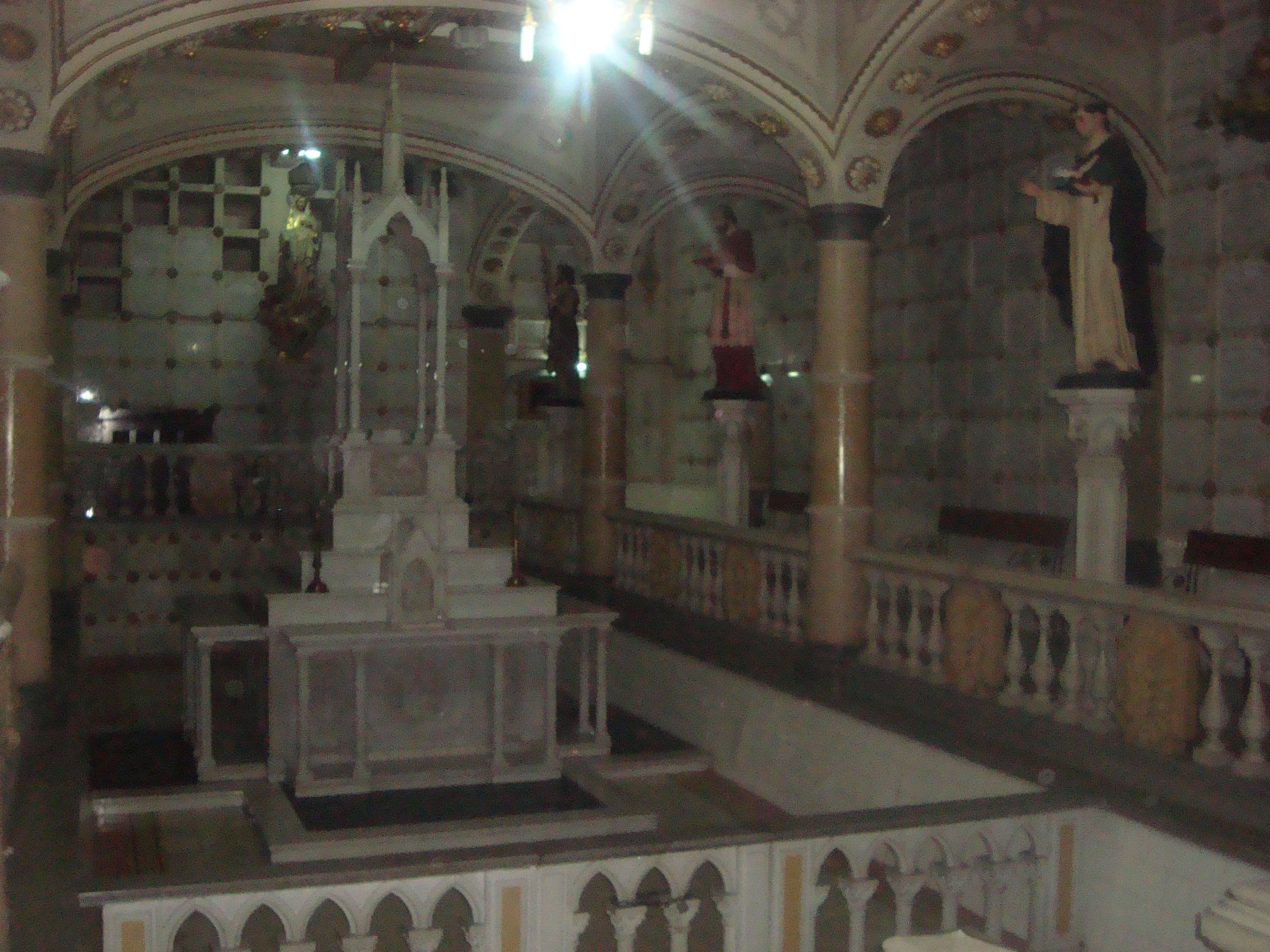
Cripta Ecce Hommo.

Son siete las catacumbas con 1 919 criptas, donde se depositan cenizas y restos de personas. Se construyeron para aprovechar los huecos que dejaba la cimentación. Los cimientos tienen una profundidad de 12 metros para soportar los miles de toneladas que pesa la construcción. Las criptas que hoy caracterizan al Templo fueron ideadas para apoyar, con su venta, la edificación. Fueron iniciadas en 1924, pero los trabajos fueron interrumpidos por la inundación de 1926. Luego vino la persecución de Plutarco Elías Calles, por lo que, empezaron a prestar servicio hasta enero de 1930 y ahora son visitadas por turistas y fieles del país y del extranjero.

### Las puertas

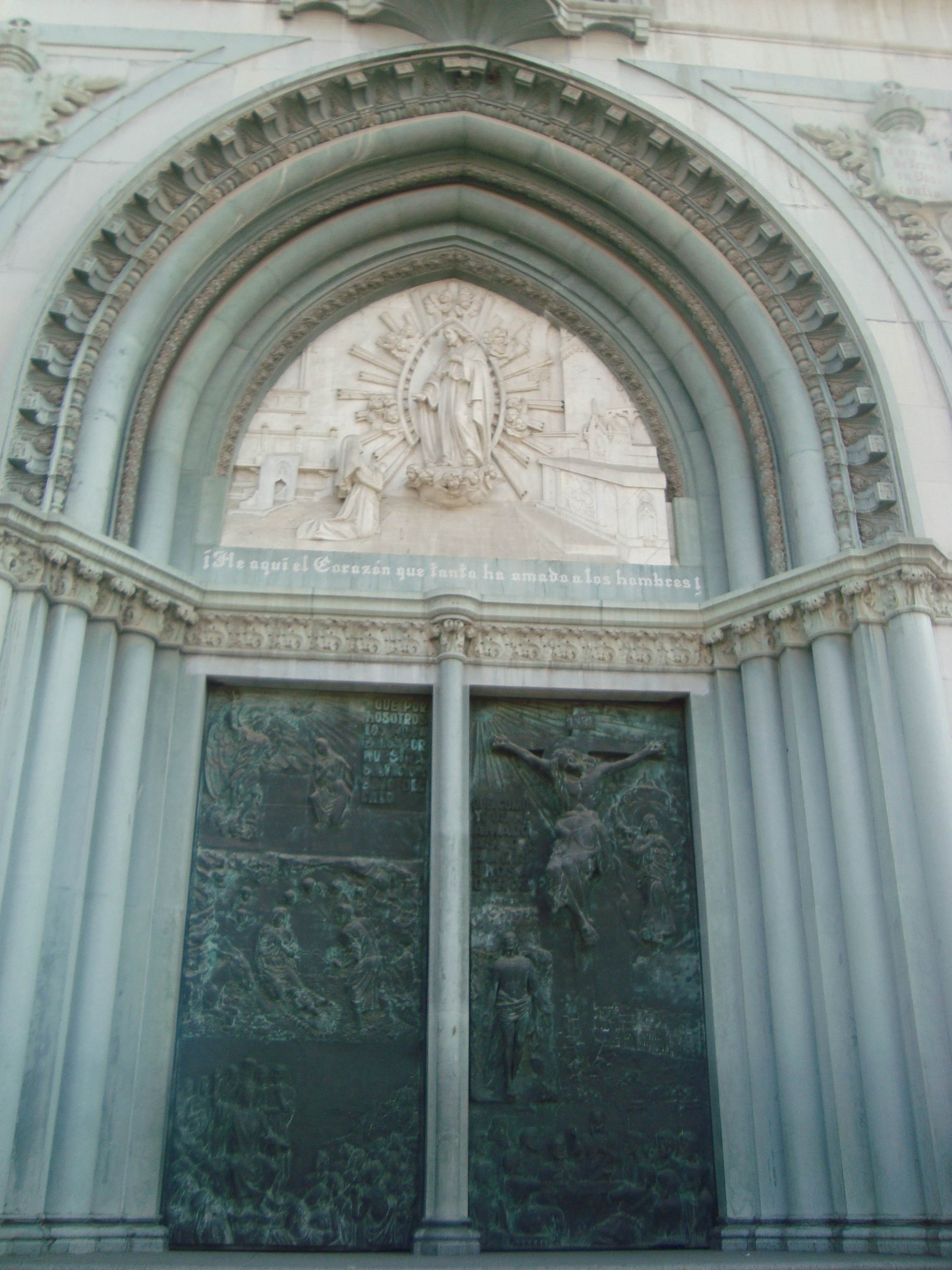
Puerta principal.

Las puertas de la fachada del templo son de bronce. Los bastidores son de hierro, fundidos en la ciudad de Monterrey, y forrados con hojas de bronce esculpidas en sobre relieve con motivos religiosos. El diseño, idea artística y ejecución en su totalidad fueron obra del escultor y arquitecto mexicano José Carlos Ituarte González.
En la puerta del lado izquierdo de la fachada principal se alude a la creación del ser humano y la expulsión de Adán y Eva del Paraíso terrenal. En ella se puede leer en el extremo superior derecho: "Te alabamos Padre Santo... porque hiciste todas las cosas con sabiduría y amor. A imagen tuya creaste al hombre..." Y en el extremo inferior izquierdo continúa: "Y cuando por desobediencia perdió tu amistad, no lo abandonaste al poder de la muerte; sino que, compadecido, tendiste la mano a todos para que te encuentre el que te busca." Este texto está tomado de la Oración Eucarística IV.
En la hoja izquierda de la puerta principal central de la fachada se ilustra la Anunciación del Señor, acompañada en el extremo superior derecho de las palabras del Credo: "Que por nosotros los hombres y por nuestra salvación bajó del Cielo.", la Natividad del Señor y el Mensaje de Jesús al Pueblo de Israel; y en la hoja derecha de la misma puerta se representan la Crucifixión, la Resurrección del Señor y la Última Cena de Cristo, acompañadas de las palabras: "Que como yo os he amado, así os améis unos a otros".
En la puerta del lado derecho de la fachada principal se alude a la Venida del Espíritu Santo sobre María y los Apóstoles y se muestra una perspectiva de la Basílica de San Pedro; en el extremo superior izquierdo se puede leer: "Creemos en el Espíritu Santo, Señor y dador de vida", mientras que en el extremo superior derecho dice: "Creemos en una sola Iglesia. Santa, Católica y Apostólica."
Las puertas monumentales de bronce del Templo Expiatorio son únicas en la República Mexicana y ha de hacerse notar que son las esculturas más grandes del mundo en bronce instaladas en puertas de Iglesia y ostentan un estilo gótico.

### El altar principal
El altar está hecho con dos tipos de mármol: blanco 'Alejandra' y el verde tical, traídos de Guatemala. Se hizo con una reminiscencia gótica, de acuerdo al estilo del Templo. En él se puede leer: "Anunciamos tu Muerte, proclamamos tu Resurrección, ven Señor Jesús".
Teniendo el altar principal de frente, del lado izquierdo se encuentra la Capilla Penitencial, así como pintura monumental de la Ascensión del Señor cerca del coro, mientras que del lado derecho encontramos la Capilla del Santísimo con su Custodia Monumental y el Sagrario, al igual que una pintura monumental de la Asunción de María Santísima a un lado de un acceso interno a las criptas.

### Los altares laterales
El Templo Expiatorio contiene en su interior pequeños altares dedicados a diversos santos y advocaciones:
En la nave izquierda del templo:
- Altar a los Beatos Mártires de San Joaquín: Andrés Solá Molist (misionero claretiano), Trinidad Rangel Montaño (sacerdote diocesano) y el laico Leonardo Pérez Larios.
- Altar a Jesús Nazareno.
- Altar a Nuestra Señora de Lourdes.

En la nave derecha del templo:
- En este espacio se monta el Nacimiento o algún otro altar eventual.
- Altar a San José.
- Altar a Jesús Resucitado.

### La campana
La campana principal del templo pesa más de dos toneladas y media y estuvo instalada provisionalmente en una torre que se construyó sobre la notaría del templo. Sin embargo, la campana sólo tuvo un carácter simbólico, pues sólo repicaba en eventos muy especiales. Desde mediados del 2006 se dejó de utilizar para llamar a los fieles a la misa; en su lugar, se utilizaba un sistema de sonido electrónico con los repiques de la campana grabados. A partir de 2013, la campana volvió a repicar como de costumbre para llamar a la Celebración Eucarística. Fue construida en 1950 por el artesano Tiburcio Medina, y en ella se puede leer la inscripción: "Todo por vos, Sagrado Corazón de Jesús" y "Gloria, Amor y Expiación". Fue hecha en una aleación de metales, entre los que se encuentran bronce, estaño y plata. El campanario en donde está instalada tiene una altura de 13 metros.

### Frontispicio

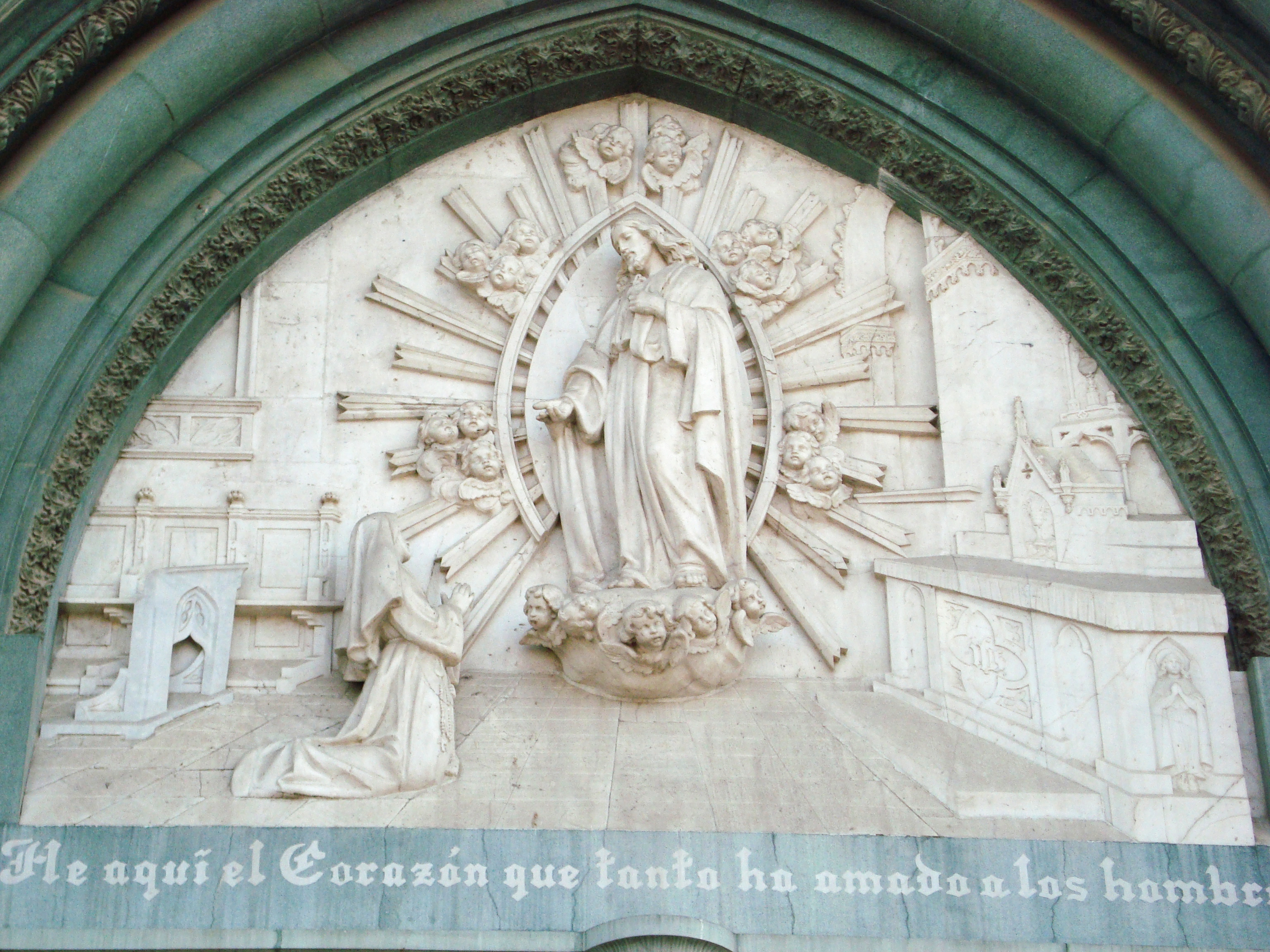
Tímpano de la puerta principal.

El tímpano, trabajado con diseños del escultor Ponzanelli, presenta tres esculturas en mármol:
Encima de la puerta del lado izquierdo de la fachada principal está Jesús, muerto en los brazos de su Madre, y en él se puede leer: "¡Atended y mirad si hay dolor como mi dolor!".
El tímpano de la puerta principal central nos recuerda el origen de la Devoción al Sagrado Corazón de Jesús, en él se puede leer: "¡He aquí el Corazón que tanto ha amado a los hombres!".
Encima de la puerta del lado derecho de la fachada principal está la Resurrección de Jesucristo acompañada de las palabras: "Resucitó verdaderamente el Señor, Aleluya, Aleluya".

## Capillas
El Templo Expiatorio Diocesano del Sagrado Corazón de Jesús contenía 3 capillas apartadas del templo que son:
- Capilla del Tepeyac

El Tepeyac contiene, al centro de una cúpula circular sostenida por columnas salomónicas, una pintura de Nuestra Señora de Guadalupe, realizada ésta en 1935 por Margarita Berruecos: el 13 de marzo de 1936, Chávez condujo procesionalmente la imagen de la Guadalupana a su altar y capilla. Sigue estando en pie hasta nuestro días.
- Capilla de Nuestra Madre Santísima de la Luz

Ubicada en el interior de la Casa de Ejercicios, cuenta con las 6 esculturas de los obispos anteriores de la Arquidiócesis de León. Esta capilla sigue estando en pie hasta nuestros días.
- Capilla de Nuestra Señora deno Lourdes

Desde los inicios de la construcción data la Capilla de Lourdes en 1935. Fue demolida para dar mejor imagen al templo cuando se construyó la Plaza Expiatorio en 2009.

## Casa de Ejercicios
Bernardo Chávez solicitó permiso de construir la "Casa de Ejercicios" con la idea de anexarla a la Capilla de Nuestra Madre Santísima de la Luz. Su solicitud fue aceptada el 8 de julio de 1942.

## Rectores del templo
1. Bernardo Chávez Palacios (1921-1951)
2. Manuel Rangel Camacho (1951-1960)
3. José Jesús Martínez Gallardo (1960-1977)
4. Magdaleno Olvera Salazar (1977-2013)
5. Eduardo Contreras Gutiérrez (2013-2018)
6. Fidel Hernández Lara (2018-presente)

## Arquitectos encargados de la construcción
1. Luis G. Olvera (1921-1941)
2. Carlos Lazo Barreiro (1941-1953)
3. José Carlos Ituarte González (1953-1973)
4. Arturo y Gonzalo Acevedo Correa (1973-1987)
5. José María Méndez Córdoba (1987-2013)

## Colegio "Centenario Bernardo Chávez"
Se encuentra a espaldas del Templo Expiatorio y tiene su acceso principal por la calle Pedro Moreno. Antes llamado Colegio "P. Bernardo Chávez", este instituto es propiedad del Templo Expiatorio y se fundó durante el centenario del Natalicio de Bernardo Chávez por José Jesús Martínez, para ser encomendado al Sagrado Corazón de Jesús. Cuenta con Preescolar, Primaria y Secundaria y está incorporado a la SEG.

## Leyendas
Tomó tanto tiempo la construcción de esta enorme obra que los antiguos habitantes de la ciudad llegaron a afirmar sarcásticamente que cuando se terminara por completo el Templo Expiatorio habría de llegar el fin del mundo. Tocó a Magdaleno Olvera dar a conocer que sería precisamente en 2012 cuando se colocaría el último detalle que habría de dar por concluidas las obras de edificación. No sería descartada tal leyenda puesto que el proyecto está inconcluso y faltan detalles a culminar; abriendo la posibilidad de realmente concluirla a como está en el proyecto original; hasta cuando sea el fin del mundo será concluida como es debida.
Se comenta que este lugar también da origen a la leyenda de los "Tuneles secretos" que hay debajo de su ciudad "León" y está leyenda se confirma por un video blogger llamado "NoxeR Exploración Urbana" el cual muestra un recorrido del lugar y se encuentra con una rendija la cual es la entrada a dichos túneles. 

## Plaza Expiatorio
La Plaza Expiatorio es un proyecto que la ciudad esperó por más de 20 años y complementa el Corredor Turístico Poliforum-Centro.
La colocación de la primera piedra fue el 10 de diciembre de 2008 y fue inaugurada el 18 de septiembre de 2009.

## Conclusión de la obra
En una entrevista el entonces Arzobispo de León, José Guadalupe Martín Rábago comentó: “Esta magnífica obra iniciada por el P. Bernardo Chávez queda terminada precisamente hoy con la venida del Papa Benedicto XVI a nuestra ciudad, razón más que suficiente para tener una doble alegría, la venida del Santo Padre y la culminación de las obras del Templo”. Siendo esto contraproducente puesto que, en contraste con el proyecto original, aún quedan detalles por colocar, por mencionar algunos: Las agujas de los campanarios y sus celosías; las esculturas de reyes y profetas en los portales y nichos de la fachada; y un torreón de grandes dimensiones con un pico ornamentado en el cruce del inmueble entre la nave central y los transeptos. No suscitando intenciones de contradecir a su Excelencia Mons Rábago, tendría sus intenciones de dejar fecha fija de la visita de Benedicto XVI para el cierre de la construcción, pero es un cierre inconcluso.[cita requerida]

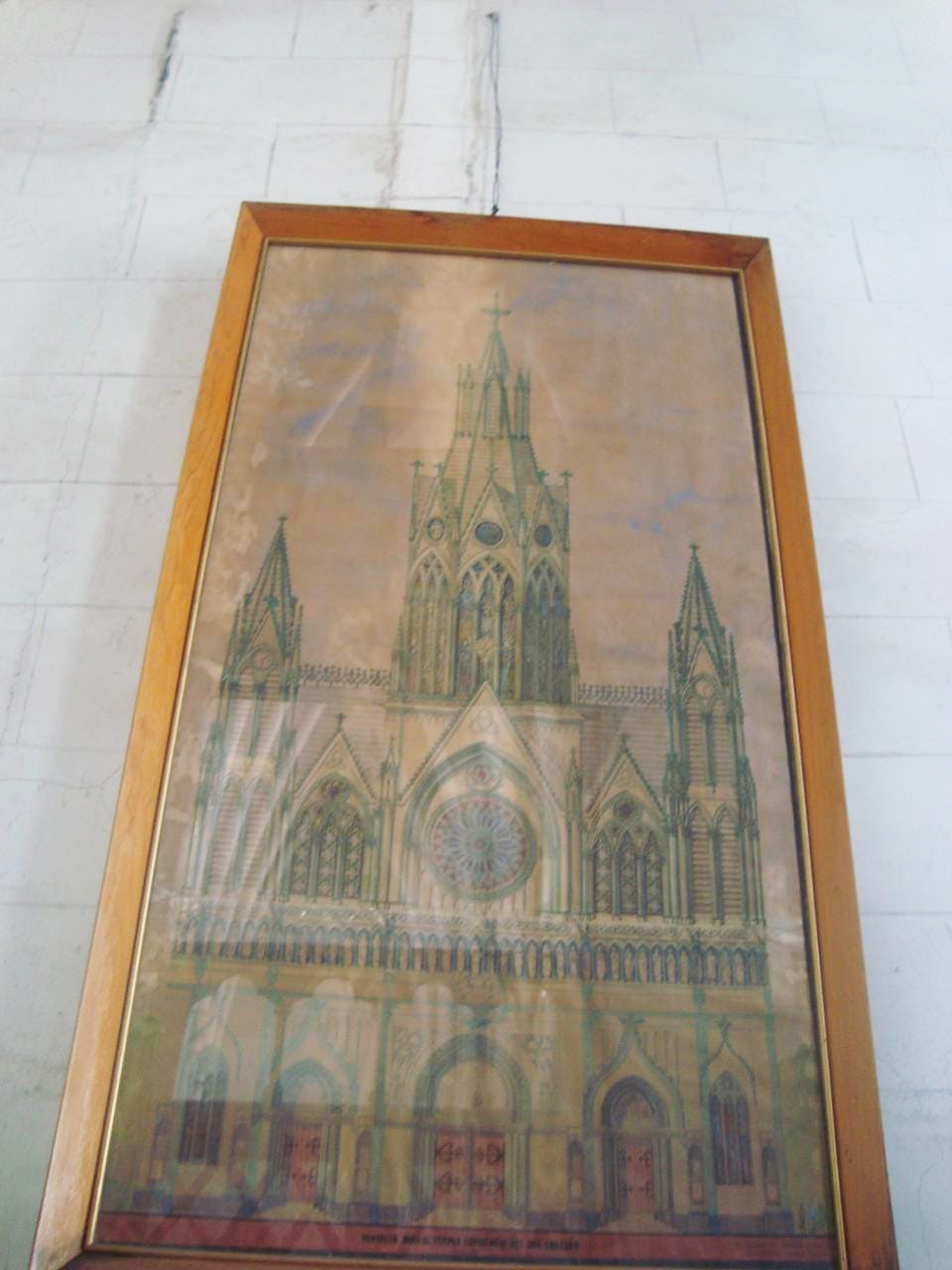
Proyecto original del Templo Expiatorio de León, Gto. propuesta por el arquitecto Luis G. Olvera y aprobada por Mons. Bernardo Chávez. 1921.